# Brytyjscy posłowie do Parlamentu Europejskiego 1999–2004
Brytyjscy posłowie V kadencji do Parlamentu Europejskiego zostali wybrani w wyborach przeprowadzonych 10 czerwca 1999.

## Lista posłów
Wybrani z listy Partii Konserwatywnej (EPP-ED)
- Robert Atkins
- Christopher Beazley
- John Bowis
- Philip Bradbourn
- Philip Bushill-Matthews
- Martin Callanan
- Giles Chichester
- John Corrie
- Nirj Deva
- Den Dover
- James Elles
- Jonathan Evans
- Richard Fletcher-Vane, 2. baron Inglewood
- Jacqueline Foster
- Robert Goodwill
- Daniel Hannan
- Malcolm Harbour
- Chris Heaton-Harris
- Roger Helmer
- Caroline Jackson
- Bashir Khanbhai
- Timothy Kirkhope
- Alexander Macmillan, 2. hrabia Stockton
- Edward McMillan-Scott
- Bill Newton Dunn (ELDR)
- Neil Parish
- Roy Perry
- James Provan
- John Purvis
- Struan Stevenson
- Robert Sturdy
- David Sumberg
- Charles Tannock
- Ian Twinn, poseł do PE od 21 października 2003
- Geoffrey Van Orden
- Theresa Villiers

Wybrani z listy Partii Pracy (PES)
- Gordon Adam, poseł do PE od 8 lutego 2000
- Richard Balfe (EPP-ED)
- David Bowe
- Michael Cashman
- Richard Corbett
- Robert Evans
- Glyn Ford
- Neena Gill
- Mary Honeyball, poseł do PE od 17 lutego 2000
- Richard Howitt
- Stephen Hughes
- Glenys Kinnock
- Linda McAvan
- Arlene McCarthy
- Eryl McNally
- David Martin
- Bill Miller
- Claude Moraes
- Eluned Morgan
- Simon Murphy
- Mo O’Toole
- Mel Read
- Brian Simpson
- Peter Skinner
- Catherine Stihler (do 2000 Catherine Taylor)
- Gary Titley
- Mark Watts
- Phillip Whitehead
- Terry Wynn

Wybrani z listy Liberalnych Demokratów (ELDR)
- Elspeth Attwooll
- Nick Clegg
- Chris Davies
- Andrew Duff
- Chris Huhne
- Sarah Ludford, baronessa Ludford
- Liz Lynne
- Emma Nicholson, baronessa Nicholson of Winterbourne
- Diana Wallis
- Graham Watson

Wybrani z listy Partii Niepodległości Zjednoczonego Królestwa (EDD)
- Graham Booth, poseł do PE od 18 grudnia 2002
- Nigel Farage
- Jeffrey Titford

Wybrane z listy Zielonych (G-EFA)
- Jean Lambert
- Caroline Lucas

Wybrani z listy Szkockiej Partii Narodowej (G-EFA)
- Ian Hudghton
- Neil MacCormick

Wybrani z listy Plaid Cymru (G-EFA)
- Jill Evans
- Eurig Wyn

Wybrany z listy Demokratycznej Partii Unionistycznej (Niez.)
- Ian Paisley

Wybrany z listy SDLP (PES)
- John Hume

Wybrany z listy Ulsterskiej Partii Unionistycznej (EPP-ED)
- Jim Nicholson

Byli posłowie V kadencji do PE
- Nicholas Bethell, 4. baron Bethell (CP), do 29 września 2003
- Alan Donnelly (LP), do 16 stycznia 2000
- Pauline Green (LP), do 30 grudnia 1999
- Michael Holmes (UKIP), do 15 grudnia 2002